# Marumba gaschkewitschii
Marumba gaschkewitschii is een vlinder uit de familie van de pijlstaarten (Sphingidae). De wetenschappelijke naam van de soort werd in 1853 gepubliceerd door Otto Vasilievich Bremer & Vasilii Fomich Grey.